# Appuntamento al buio (film 2002)
Appuntamento al buio è un cortometraggio del 2002 diretto da Herbert Simone Paragnani. Il corto fa parte del film Sei come sei che comprende sei episodi di sei diversi registi. Il cast è composto da Maddalena Maggi, Claudio Santamaria, Ennio Fantastichini e Pietro Sermonti.